# Kornwalzer-Skandal
Der Kornwalzer-Skandal war ein großer Korruptionsskandal im Deutschen Kaiserreich, der von 1913 bis 1914 die Öffentlichkeit beschäftigte. Die Friedrich Krupp AG hatte jahrelang Beamte der Heeresverwaltung bestochen, um an interne Informationen zu gelangen, unter anderem über die Produkte von Konkurrenzfirmen.

## Vorgänge
Um den Kontakt zu Behörden und Ministerien zu pflegen, verfügte der Essener Krupp-Konzern über ein Büro in Berlin. Zwecks Ausbaus der Beziehungen wurde 1906 Maximilian Brandt als „Bureauvorsteher“ für Berlin eingestellt, der bis dahin in der Essener Zentrale tätig gewesen war. Wegen seiner früheren Tätigkeit in der Berliner Depotverwaltung der Artillerieprüfungskommission erschien Brandt als besonders geeignet, Kontakte zur Heeresverwaltung zu knüpfen.
Dies gelang ihm auch. So traf er sich mit mindestens acht Angehörigen der Feldzeugmeisterei, der Artillerieprüfungskommission und der Abteilung des Kriegsministeriums für die Fuß- und Feldartillerie regelmäßig in Gaststätten. Die Informationen, die er dabei erhielt, schickte er in Berichten an das Essener Direktorium. Zur Verschleierung trugen sie die interne Bezeichnung „Kornwalzer“ und wurden meist ohne Unterschrift und Adresse mit der Aufschrift „geheim“ gemeinsam mit anderen Briefen in einem Umschlag verschickt. Sie enthielten neben Preisangeboten von Konkurrenten wie der Phoenix AG oder der Rheinischen Metallwaren- und Maschinenfabrik auch Informationen zu den Konstruktionen sowie den Vorführungen der Konkurrenzprodukte. Des Weiteren beschrieben sie auch Entscheidungskriterien der Heeresverwaltung bei Auftragsvergaben, Lieferschwierigkeiten von Konkurrenten und zukünftige Bedürfnisse des Heeres.
Die Gegenleistung, die die Informanten erhielten, waren laut Urteil im späteren Gerichtsverfahren vergleichsweise gering. So wurden einige nur zum Essen eingeladen oder bekamen Theaterkarten geschenkt. Andere erhielten für interessante Nachrichten Beträge zwischen 10 und 20 Mark. Zudem machte Brandt zu Weihnachten Geldgeschenke von bis zu 100 Mark und gewährte Darlehen im Umfang von bis zu 1000 Mark, die jedoch meist zurückgezahlt wurden. Die Geschenke gab es dabei oft nicht als direkte Gegenleistung, sondern eher beiläufig. Dies trug laut dem Historiker Frank Bösch dazu bei, dem Vorgang das Verbotene zu nehmen. Neben den geldlichen Vergünstigungen eröffnete Brandt seinen Informanten auch die Aussicht auf eine erfolgreiche Karriere in der Wirtschaft, wie er sie gemacht hatte. In mindestens einem Fall soll es durch ein von ihm erstelltes Gutachten auch dazu gekommen sein.

## Aufdeckung
Anfang November 1912 erhielt Karl Liebknecht, Abgeordneter der SPD im Reichstag, einen Umschlag, der 17 „Kornwalzer“-Berichte und ein anonymes Anschreiben enthielt. Er stammte sehr wahrscheinlich von Wilhelm von Metzen, einem ehemaligen Mitarbeiter von Krupp, der im September 1912 entlassen worden war. Dieser bestritt die Versendung später zwar vor Gericht und beschuldigte Brandt, allerdings fand man bei ihm Kopien der an Liebknecht verschickten Berichte. Liebknecht übergab das Material zuerst an den Kriegsminister Josias von Heeringen. Daraufhin wurden am 7. Februar 1913 Brandt und mehrere Angehörige der Militärverwaltung verhaftet und bei der Konzernzentrale in Essen kam es zu Durchsuchungen und Beschlagnahmungen. Dabei wurden 741 weitere Geheimberichte gefunden. Zudem wurde Kaiser Wilhelm frühzeitig über den „Verrat militärischer Geheimnisse durch verbrecherische Methoden“ informiert. Die Öffentlichkeit erfuhr jedoch nichts über die Ermittlungen und Verhaftungen.
Aus diesem Grund machte Liebknecht am 18. April 1913 die Affäre im Reichstag während einer Diskussion über den Wehretat bekannt. Dabei war er zunächst zurückhaltend und lobte den Kriegsminister für sein Durchgreifen. Erst am folgenden Tag spitzte er die Diskussion durch den Ausspruch „Es handelt sich hier um ein Panama, schlimmer als Panama“ zu, womit er die Affäre mit dem Panamaskandal verglich, der damals ein geflügeltes Wort für Korruption in größerem Umfang war.

## Reaktionen
Kriegsminister von Heeringen gab die Ermittlungen zu, bestritt aber den Geheimnisverrat und lobte die Verdienste Krupps. Zudem könne er sich nicht zu einem laufenden Verfahren äußern und habe auch keine Informationen dazu. In allen Reichstagsparteien bestand Einigkeit darüber, dass die Vergehen, falls zutreffend, hart bestraft werden müssten. Die Empörung ging so weit, dass eine von Nationalliberalen und dem Zentrum im Juli eingebrachte Resolution im Reichstag angenommen wurde, die forderte, dass die Beschaffung von Kriegsmaterialien durch reichseigene technische Institute erfolgen soll. Auf die Forderung aller Reichstagsfraktionen mit Ausnahme der Konservativen nach einer Enquete ging die Regierung durch die Schaffung einer Kommission zur Prüfung der Rüstungslieferungen ein, in der neben Regierungs- und Parteivertretern auch Vertreter der Wirtschaft sitzen sollten.
Sowohl Krupp als auch die Regierung schickten noch am Abend der Bekanntmachung der Affäre über die Nachrichtenagentur W.T.B. Pressemitteilungen an die Zeitungen. Die Regierung wiederholte darin inhaltlich die Äußerungen des Kriegsministers. Krupp versuchte die Affäre herunterzuspielen, indem die Vorgänge als branchenüblich und zudem als unbedeutend dargestellt wurden. Zudem betonte das Unternehmen, dass die Konzernleitung erst durch die Polizei von den Vorgängen erfahren und sofort alle Unterlagen zur Verfügung gestellt habe. Noch in der Nacht der Veröffentlichung reiste Alfred Hugenberg, der Vorsitzende des Krupp-Direktoriums, nach Berlin, um die Gegenkampagne zu organisieren. In einem wenige Tage später veröffentlichten Interview versuchte auch er, die Affäre herunterzuspielen. Zudem bestritt er wahrheitswidrig, dass er die Geheimberichte kenne. Außerdem versuchte er den Skandal moralisch umzudeuten und mittels persönlicher Angriffe aus dem „Fall Krupp“ einen „Fall Liebknecht“ zu machen. Liebknecht antwortete darauf direkt im Vorwärts, sodass die Affäre wie ein persönliches Duell zwischen ihm und Hugenberg erschien.
Im Leitartikel, der am 27./28. August 1913 im Vorwärts erschien, führte Liebknecht über Krupp aus:

„Das Idol des Hurrapatriotismus, der im Nimbus einer schrankenlosen Gnade, ja Liebe der kaiserlichen Majestät verklärte Krupp, die Zierde und der Ruhm Deutschlands, der heiligste Nationalheilige, lag im Staub niederer kapitalistischer Menschlichkeit.“

Auch die konservative Presse versuchte den Skandal umzudeuten. So schrieb die Deutsche Zeitung:

„Das Unerhörteste, das Beschämendste aber ist, daß die bei uns infolge der nationalen Dummheit der Deutschen viel zu verbreitete Presse der roten und goldenen Internationale es wagen darf, jeden in der Öffentlichkeit tätigen patriotischen Deutschen als einen bezahlten Agenten der 'Panzerplattenfabrikanten', als ‚Prozentpatrioten‘ zu begeifern. Also, wer seinen Staat, wer sein Volk mit heißem Herzen liebt […] der darf von einem lauten Chor elender Kläffer […] in den Staub der Gemeinheit gezogen werden, ohne daß ein Schrei der Empörung darüber durch die Volksgemeinschaft gellt!“

Der Berliner Lokal-Anzeiger warf dem Kriegsminister vor, dass er mit „Herrn Liebknecht, diesem engagiertesten Feinde des preußischen Heeres, einen förmlichen Pakt einging.“
Der Krupp-Direktor Max Dreger forderte Liebknecht sogar zum Duell heraus. Als Liebknecht „solchen Kannibalismus“ ablehnte, höhnten die Leitartikler der konservativen und alldeutschen Zeitungen er habe „gekniffen“.
Die Berichterstattungen im Zuge des Prozesses gegen die Informanten Brandts empörten sich vor allem über die geringen Summen, die die Militärbeamten für ihre Informationen erhalten haben sollen. So schrieb die B.Z. am Mittag:

„Das hat wohl niemand für möglich gehalten, daß man in Preußen richtiggehende Staatsgeheimnisse zu wahren Schleuderpreisen kaufen kann. Zehn bis zwanzig Mark und gelegentlich ein warmes Abendbrot im ‚Rheingold‘ hat Herr Brandt dem Zeugleutnant Schleuder und Genossen für interessante Nachrichten aus dem Ministerium der Landesverteidigung gezahlt.“

## Prozess gegen Offiziere
Vom 31. Juli 1913 bis 5. August 1913 fand der erste Prozess gegen sieben Offiziere der Heeresverwaltung statt. Ihnen wurde militärischer Geheimnisverrat, Bestechlichkeit und Ungehorsam gegen militärische Befehle in etwa 900 Fällen vorgeworfen. Der Prozess war zwar öffentlich, allerdings wählte man einen so kleinen Sitzungssaal, dass aus Platzgründen lediglich zwölf ausgewählte Journalisten teilnehmen konnten. Dies sollte auch nach Ansicht des Historikers Frank Bösch die geringe Bedeutung des Prozesses hervorheben. Die Inhalte der „Kornwalzer“-Berichte wurden nur in kurzen Auszügen vorgestellt. Dies und der Ausschluss von Journalisten bei einigen Aussagen wegen militärischer Geheimhaltung wertete den Prozess jedoch auf und erhöhte das öffentliche Interesse.
Die Angeklagten gaben zwar die Preisgabe von Informationen zu, zeigten aber ein geringes Unrechtsbewusstsein. So sagte einer der Offiziere aus:

„Ich habe es nur getan, weil ich bei der ganzen Stellung der Firma Krupp das Gefühl hatte, Krupp und der Staat seien eins.“

Zudem sei Brandt besser informiert gewesen als ihre Vorgesetzten. Deshalb seien ihnen die Informationen nicht geheim vorgekommen. Brandt und die zuständigen Krupp-Direktoren sagten in dem Prozess nur als Zeugen aus. Brandt bestätigte dabei die Aussagen der Offiziere, indem er damit prahlte, dass es für ihn in Berlin keine militärischen Geheimnisse gegeben hätte. Die Direktoren sagten aus, die Informationen hätten zu keinen finanziellen Vorteilen für Krupp geführt. Die Aussagen wurden von der Anklage zurückgewiesen. So betonte ein Sachverständiger der Heeresverwaltung, dass es auch für Krupp Militärgeheimnisse gäbe, zu denen aus gutem Grund auch die Preise der Konkurrenz gehörten.
Obwohl das Militärstrafgesetzbuch bis zu fünf Jahre Haft bei schwerer Korruption und bis zu drei Jahre Haft bei minder schweren Fällen vorsah, erhielten die Offiziere lediglich Haftstrafen von drei Wochen Arrest und bis zu sechs Monaten Gefängnis, die unter den Forderungen der Anklage lagen. Drei Angeklagte wurden aus dem Dienst entlassen. Diese Strafen wurden in der Presse als gering betrachtet.

## Prozess gegen Krupp-Mitarbeiter
Vom 28. Oktober bis 8. November 1913 fand der Prozess gegen die Firma Krupp statt. Durch die Verleihung des Roten Adlerordens an Gustav Krupp von Bohlen und Halbach im Sommer 1913 betonte Kaiser Wilhelm II. bereits vor diesem Prozess die Unterstützung des Unternehmens. Die Devise des Ordens lautete „Sincere et constanter“ „(Aufrichtig und standhaft)“.
Die Anklageschrift richtete sich zunächst gegen sechs Krupp-Direktoren, darunter Hugenberg. Aber die Anwälte Krupps erreichten, dass neben Brandt lediglich der Krupp-Direktor Eccius angeklagt wurde. Die Strategie Krupps blieb dieselbe wie im vorangegangenen Prozess. Die Bedeutung der „Kornwalzer“-Berichte wurde heruntergespielt. Außerdem hätten sie eher zur Senkung von Preisen beigetragen. Dadurch sei weder dem Staat ein Schaden noch dem Unternehmen ein Vorteil entstanden. Zudem würden auch Konkurrenten bei Krupp spionieren. Statt von Korruption sprach die Verteidigung von „Schwatzhaftigkeit“. Eccius erklärte, er habe vergessen, mit wem er über die Berichte gesprochen hätte. Die anderen Direktoren, die nur als Zeugen aussagen mussten, gaben an, zu beschäftigt gewesen zu sein, um die Berichte zu lesen. Diese Aussagen zweifelte das Gericht jedoch an. Der Staatsanwalt fasste dies mit einem Anflug von Ironie zusammen:

„Diese Berichte geben eine Übersicht über die gesamte Tätigkeit des Kriegsministeriums, der Artillerie-Prüfungskommission und der Feldzeugmeisterei. Sie geben eine vollständige Übersicht über die geschäftliche Lage aller Geschützhersteller und über Preise der Konkurrenz. Aber, wie wir von den Zeugen gehört haben, im Hause Krupp interessierte sich niemand dafür. Herr v. Dewitz ließ die Berichte bei den leitenden Herren zirkulieren, aber diese hatten viel zuviel zu tun und schenkten diesen langweiligen Routine-Informationen keine Beachtung. Sie zeichneten die Berichte ab, und damit war die Sache für sie erledigt. Und wenn man Herrn v. Dewitz fragt, was er mit dem ganzen Material gemacht hat, so erklärt er:  ‚Ich gab es in Umlauf und legte es dann in den Schrank.’ So war das also...“

Während des Prozesses wurde die Aufklärung weiterer Vergehen unterbunden. So wurde Karl Liebknecht bei seiner Zeugenvernehmung sofort das Wort abgeschnitten, als er darlegen wollte, dass Brandt auch geheime Informationen aus dem Reichsmarineamt erhielt und Krupp ausländische Zeitungen besteche.
Die Urteile fielen auch in diesem Prozess sehr milde aus. So wurde Brandt wegen fortgesetzter Bestechung lediglich zu vier Monaten Gefängnis verurteilt, die er mit der Untersuchungshaft bereits abgesessen hatte. Die Höchststrafe für aktive Bestechung lag bei fünf Jahren. Der Krupp-Direktor Eccius erhielt wegen Beihilfe zur fortgesetzten Bestechung eine Geldstrafe in Höhe von 1200 Mark, bei einem Jahresgehalt von hunderttausend Mark.  Die Verfahrenskosten übernahm der Staat.
Die Rheinisch-Westfälische Zeitung urteilte: „Die Firma Krupp geht aus diesem Prozeß rein und makellos hervor.“ Die Kölnische Zeitung schrieb:

„Die Militärbehörden sind ohne jeden Makel aus den Verhandlungen hervorgegangen, die Märchen über besonders geartete Beziehungen zwischen dem Kriegsministerium und der Firma Krupp sind restlos beseitigt.“

## Folgen
Die Arbeit der kurz nach Bekanntwerden des Skandals eingesetzten Kommission zur Prüfung der Rüstungslieferungen wurde von der Regierung stark behindert und blieb weitestgehend ergebnislos. So wurde der von der SPD als Kommissionsmitglied vorgeschlagene Liebknecht abgelehnt, worauf sich die SPD komplett aus der Kommission zurückzog. Trotz Diskussionen in der Kommission hielt die Regierung an Krupp als Produzent fest. 1914 gab auch der linke Parteiflügel des Zentrums um Matthias Erzberger die Forderung nach einer staatlichen Militärproduktion auf.
Krupp drängte nach dem zweiten Prozess auf die Rückgabe der „Kornwalzer“-Berichte, um sie nach eigener Aussage „im Interesse der Landesverteidigung unter Aufsicht zu verbrennen“. Diese Vernichtung erfolgte auch schnell.
Für die beteiligten Krupp-Mitarbeiter hatte die Affäre keine negativen Konsequenzen. Eccius schied zwar wegen seines schlechten gesundheitlichen Zustandes aus dem Direktorium aus, blieb dem Unternehmen jedoch freundschaftlich verbunden. So hatte Krupp auch seine Geldstrafe und seine Auslagen übernommen. Während des Ersten Weltkriegs arbeitete er in der Presseabteilung des Großen Generalstabs. Brandt wurde zwar entlassen, aber unter der Bedingung, sich neue Anstellungen von Krupp genehmigen zu lassen, großzügig abgefunden. Später wurde er Leiter der vom Kriegsministerium geschaffenen Hanfabrechnungsstelle und kehrte damit in eine Position als Vermittler zwischen Verwaltung und Wirtschaft zurück.
Die verurteilten Offiziere erhielten durch den Ausbruch des Ersten Weltkriegs und ihre Einberufung die Chance auf einen Neuanfang im Militär. Der Krieg war auch ein Grund dafür, dass der Skandal bald in Vergessenheit geriet.
An der Praxis der illegalen Nachrichtenbeschaffung und Einflussnahme änderte sich nichts, das Codewort wurde geändert und das Berliner Büro übernahm ein Major a. D. Steinmetz.

## Einschätzung
Bernt Engelmann betrachtet den Prozess gegen Krupp als „Justiz-Posse“ und „Abschied vom letzten Schein richterlicher Unabhängigkeit“, er brachte im Wesentlichen nur eines ans Licht: „die totale Abhängigkeit der Staatsanwälte und Strafrichter von den Weisungen der Regierung“ sowie die Unterordnung der Justiz unter ein „sogenanntes Staatsinteresse“.
Nach Einschätzung von Bernhard Menne handelte es sich bei den Vorgängen um das alte Thema Kampf des Monopols gegen die schwächeren, aber technisch erfolgreicheren Konkurrenten. So liefen die Lieferverträge zwischen Staat und Krupp aus, die 1902 und 1907 jeweils um 5 Jahre verlängert wurden. Nach Menne forderte daher der im Aufsichtsrat von Krupps Konkurrenten, der Thyssen AG, sitzende Matthias Erzberger im Reichstag, Aufträge „auch an solche Firmen zu vergeben, die billiger zu liefern bereit sind, als die bisherigen“, und führte aus, dass die Preise von Krupp 40 % über denen der Konkurrenten lägen.